# Bawana
Bawana là một thị trấn thống kê (census town) của quận North West thuộc bang Delhi, Ấn Độ.

## Địa lý
Bawana có vị trí 28°48′B 77°02′Đ / 28,8°B 77,03°Đ Nó có độ cao trung bình là 213 mét (698 foot).

## Nhân khẩu
Theo điều tra dân số năm 2001 của Ấn Độ, Bawana có dân số 23.095 người. Phái nam chiếm 56% tổng số dân và phái nữ chiếm 44%. Bawana có tỷ lệ 72% biết đọc biết viết, cao hơn tỷ lệ trung bình toàn quốc là 59,5%: tỷ lệ cho phái nam là 78%, và tỷ lệ cho phái nữ là 63%. Tại Bawana, 14% dân số nhỏ hơn 6 tuổi.